# 32 Persei
32 Persei (l Persei) é uma estrela na direção da Perseus. Possui uma ascensão reta de 03h 21m 26.61s e uma declinação de +43° 19′ 46.7″. Sua magnitude aparente é igual a 4.96. Considerando sua distância de 155 anos-luz em relação à Terra, sua magnitude absoluta é igual a −2.29. Pertence à classe espectral A3V.